# Michel Robida
Pour les articles homonymes, voir Robida.
Michel Robida, né le 29 juin 1909 à Paris et mort le 8 mai 1991, est un journaliste et écrivain français.

## Biographie

### Jeunesse et études
Michel Robida effectue ses études secondaires au lycée Janson-de-Sailly. Il est diplômé de l'École libre des sciences politiques.

### Parcours professionnel
Perdant malheureux, avec Botemry – racontant la vie d'une famille de vieux socialistes bretons disciples de Proudhon –, contre Anne-Marie Monnet qui reçoit le prix Femina en 1945 pour son roman Le Chemin du soleil, Michel Robida est en le lauréat l'année suivante en 1946 pour Le Temps de la longue patience.

## Œuvre
- 1945 : Botemry
- 1946 : Le Temps de la longue patience — Prix Femina
- 1948 : Chateaubriand — Prix Narcisse-Michaut de l’Académie française en 1949
- 1951 : La Balle et le Lièvre
- 1953 : Le Haut du pavé
- 1955 : Ces bourgeois de Paris — Prix Louis-Paul-Miller de l’Académie française en 1956
- 1958 : Sourires siciliens
- 1958 : Le Salon Charpentier et les impressionnistes
- 1963 : Retour à Coatélan
- 1968 : Un monde englouti
- 1972 : L'Enfant sage des années folles